# Техническая кибернетика
Техни́ческая киберне́тика — отрасль науки, изучающая технические системы управления. Важнейшие направления исследований — разработка и создание автоматических и автоматизированных систем управления, а также автоматических устройств и комплексов для передачи, переработки и хранения информации. Одно из важнейших её направлений — разработка и создание различных автоматических устройств: технологических (например, станков-автоматов, автоматических регуляторов и др.), измерительных (автоматических датчиков, регистраторов, измерительных комплексов), информационных (вычислительных и управляющих машин).

## Направления технической кибернетики
- Бионика — использует приемы, выработанные природой.
- Инженерная психология — изучает психофизиологические особенности человека и его поведение в процессе «общения» с машиной.
- Распознавание образов — изучает характерные особенности того или иного объекта, присущие только ему или его классу, и позволяет выделить этот объект из массы подобных ему.

## Изучение технической кибернетики
Как профильный предмет, кибернетика изучается в некоторых технических вузах Украины. В Киевском политехническом институте на факультетах Информатики и Вычислительной техники, факультете Электроэнергетики и Автоматики, Теплоэнергетическом факультете. В Национальном авиационном университете кибернетика — профильный предмет на кафедре Систем управления (СУЛА) Института Аэро-Навигации (ИАН).
На 4-том курсе изучается теория автоматического управления (ТАУ), на 5-том — оптимальное управление и статистическая динамика систем управления (в которых широко применяются вариационное и операционное исчисление, случайные и переходные процессы).